# Vigoulet-Auzil
Vigoulet-Auzil ist eine südfranzösische Gemeinde mit 1.021 Einwohnern (Stand: 1. Januar 2022) im Département Haute-Garonne in der Region Okzitanien (vor 2016 Midi-Pyrénées). Sie gehört zum Arrondissement Toulouse und zum Kanton Castanet-Tolosan. Die Einwohner werden Vigouletains genannt.

## Geographie
Vigoulet-Auzil liegt etwa elf Kilometer südöstlich von Toulouse und gehört dem 2001 gegründeten Gemeindeverband Sicoval an. Nachbargemeinden von Vigoulet-Auzil sind Vieille-Toulouse im Norden und Nordwesten, Pechbusque im Norden, Mervilla im Osten, Aureville im Südosten, Lacroix-Falgarde im Süden und Südwesten sowie Portet-sur-Garonne im Westen.

## Bevölkerungsentwicklung
| 1962 | 1968 | 1975 | 1982 | 1990 | 1999 | 2006 | 2013 | Quelle |
| ---- | ---- | ---- | ---- | ---- | ---- | ---- | ---- | ------ |
| 133  | 212  | 500  | 735  | 927  | 990  | 970  | 921  | [ 1 ]  |

## Sehenswürdigkeiten

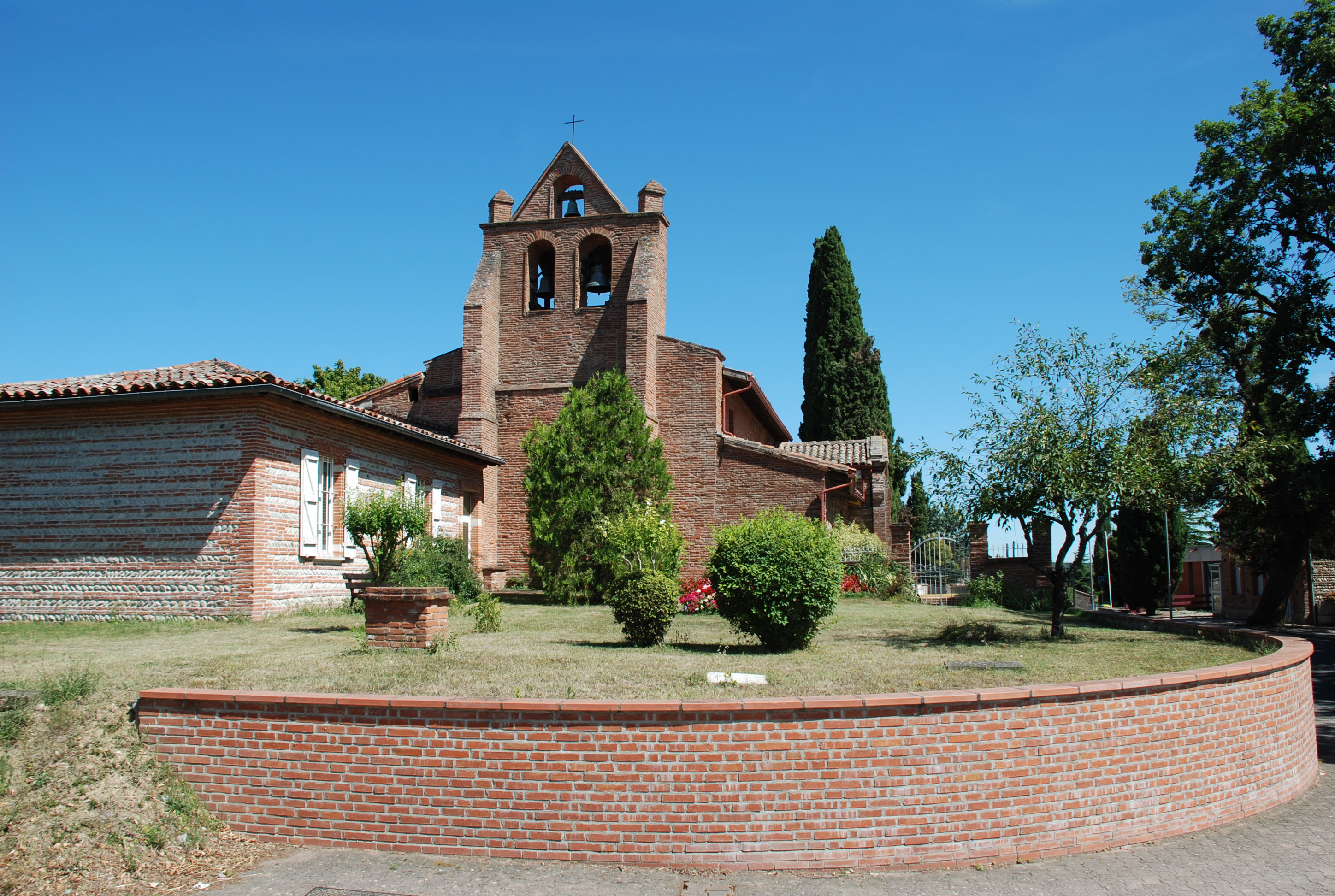
Kirche Saint-Martin
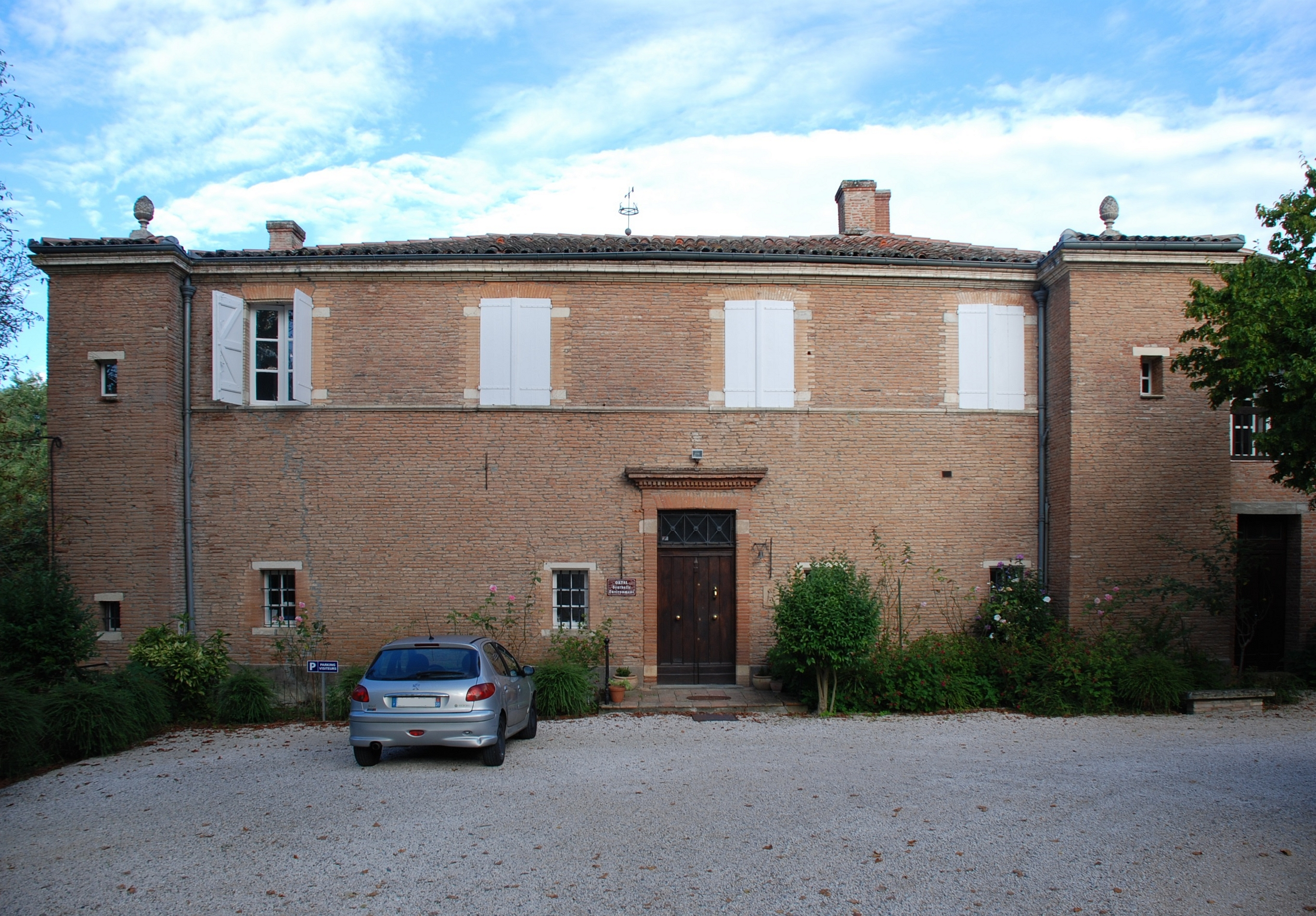
Schloss Vigoulet (auch: Schloss Teynier)
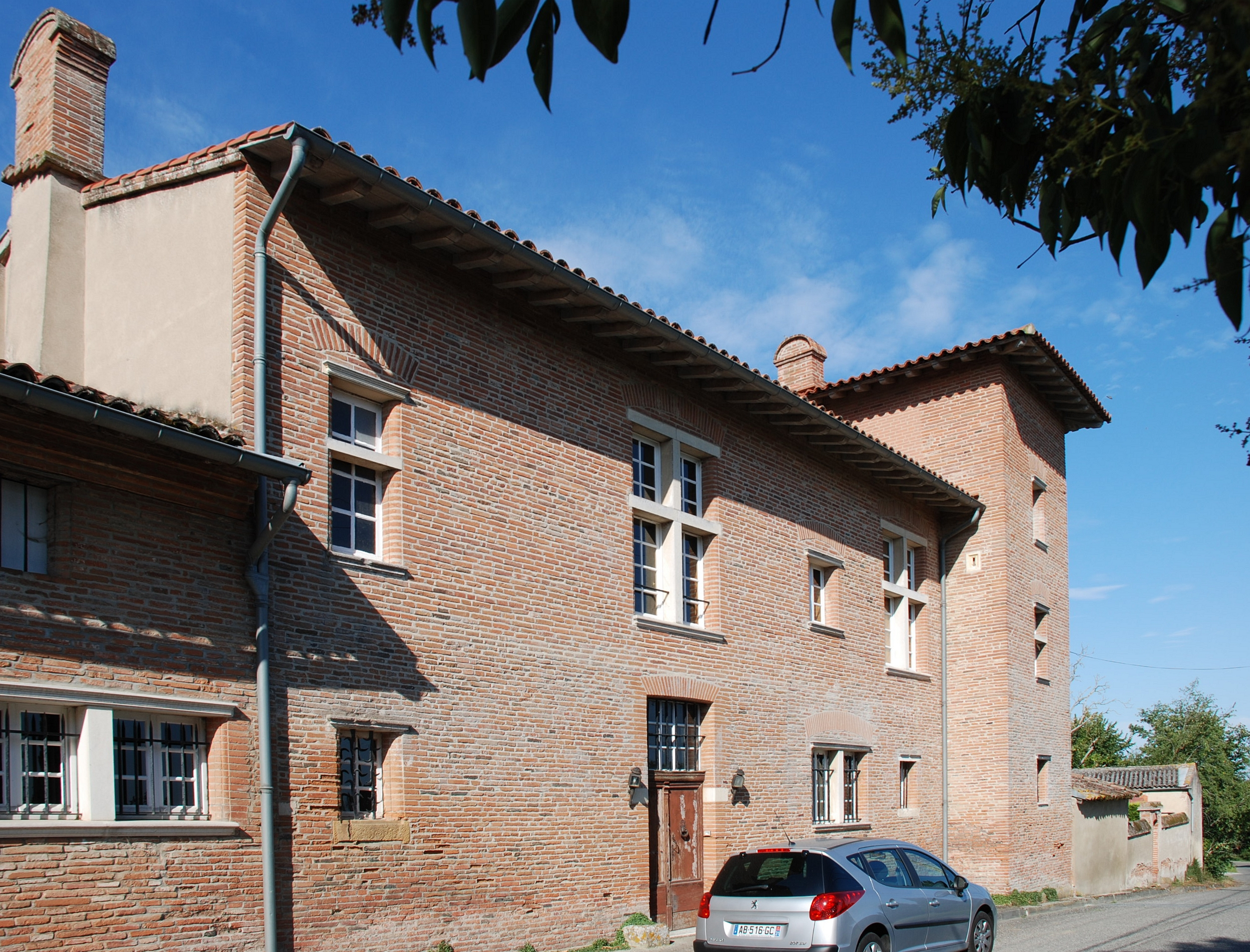
Schloss Auzil aus dem 16. Jahrhundert
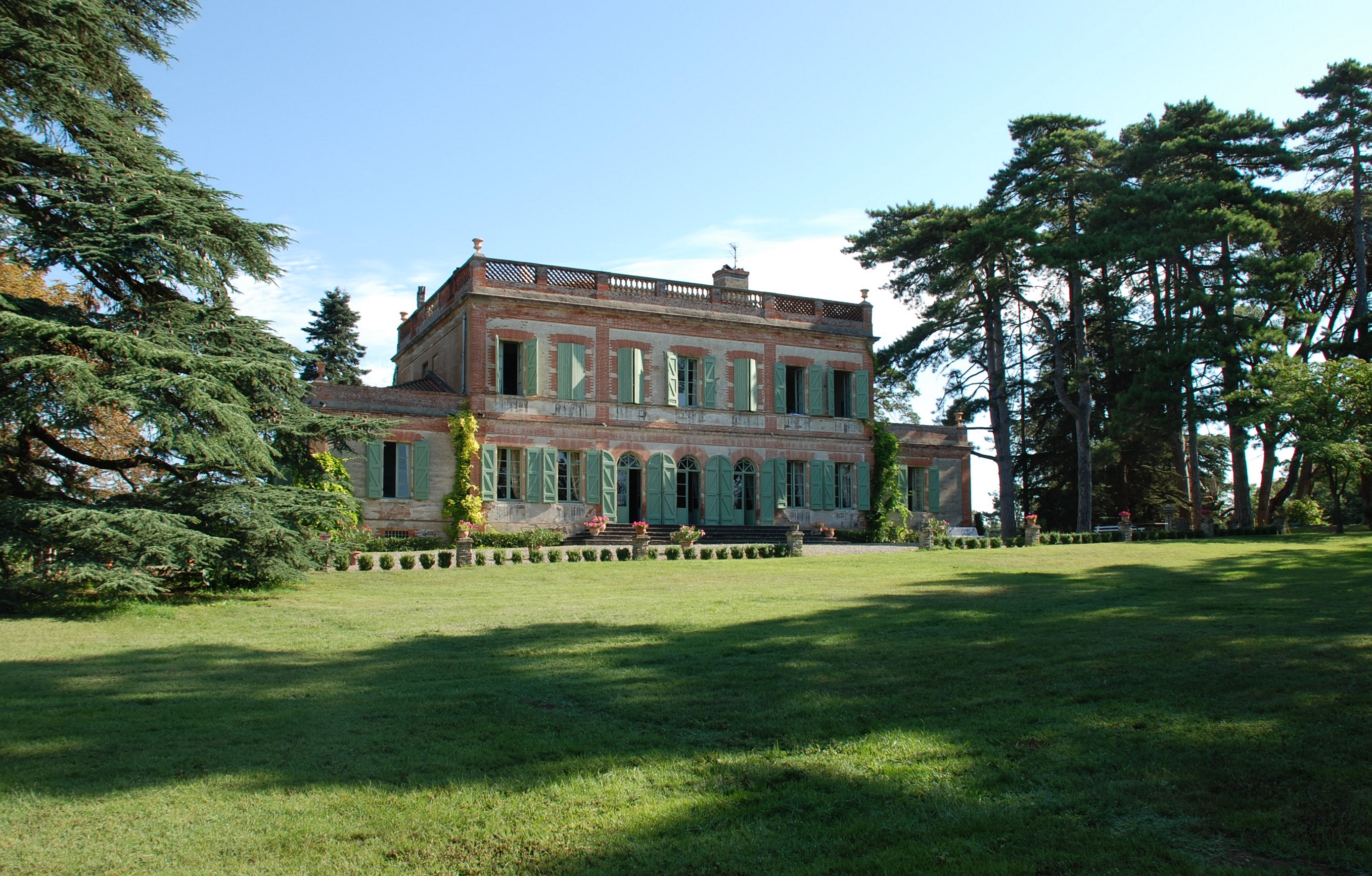
Schloss Arquier
- Schloss Terrède

- Kirche Saint-Martin
- Schloss Vigoulet
- Schloss Auzil
- Schloss Arquier